# Кучино (Кімрський район)
Кучино (рос. Кучино) — присілок в Кімрському районі Тверської області Російської Федерації.
Населення становить 239 осіб. Входить до складу муніципального утворення Іллінське сільське поселення.

## Історія
Від 2005 року входить до складу муніципального утворення Іллінське сільське поселення.

## Населення
| 1859 | 1887 | 1920 | 1997 | 2002 | 2010 |
| ---- | ---- | ---- | ---- | ---- | ---- |
| 136  | ↗154 | ↘124 | ↗303 | ↘254 | ↘239 |